# Њу Територи (Тексас)
Њу Територи (енгл. New Territory) насељено је место без административног статуса у америчкој савезној држави Тексас.

## Демографија
По попису из 2010. године број становника је 15.186, што је 1.325 (9,6%) становника више него 2000. године.
| Група             | 2000.         | 2010.         |
| Белци             | 7.328 (52,9%) | 6.243 (41,1%) |
| Афроамериканци    | 1.389 (10,0%) | 962 (6,3%)    |
| Азијати           | 3.614 (26,1%) | 6.209 (40,9%) |
| Хиспаноамериканци | 1.157 (8,3%)  | 1.258 (8,3%)  |
| Укупно            | 13.861        | 15.186        |